# Tamra Maew

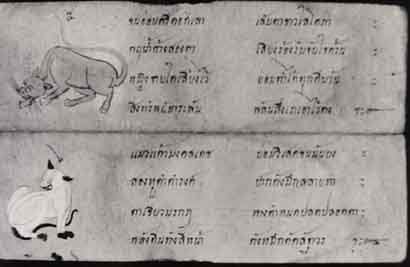
Eine Doppelseite eines Tamra-Maeo-Manuskripts

Tamra Maew (Thai: ตำราแมว, RTGS: tamra maeo, wörtlich etwa Katzen-Lehrbuch) ist der Oberbegriff für traditionelle thailändische Manuskripte, die als illustrierte Samut Khoi ausgeführt heute in acht unterschiedlichen Versionen bekannt sind. Da nahezu alle Versionen in Reimen verfasst sind, spricht man auch von Katzengedichten.

## Sammlungen
Von den acht Versionen befinden sich sechs in der Nationalbibliothek in Bangkok, ein weiteres Exemplar befindet sich im Nationalmuseum Bangkok und noch eines im Museum für indische Kunst in Berlin. In der Nationalbibliothek Bangkok gibt es insgesamt 15 Kopien der folgenden Versionen, die fast durchweg in Versen verfasst sind:
- zwei Versionen im Versmaß „khlong si“ (โคลงสี่สุภาพ, katalogisiert als kham khlong),
- eine Version im Versmaß „kap chabang sip-hok“ (กาพย์ฉบัง ๑๖, katalogisiert als kham chan),
- eine Version hauptsächlich im Versmaß „kap yani sip-et“ (กาพย์ยานี ๑๑, katalogisiert als kham chan),
- eine Version im Versmaß „klon pleng yao“ (กลอนเพลงยาว, katalogisiert als kham klon), und
- eine Version in Prosa (ร้อยแก้ว – roi kaeo).

## Datierung und Inhalt
Keine Version der Tamra Maeo lässt sich auf das Jahr genau datieren. Der Rechtschreibung und Satzstellung nach zu urteilen, stammt das älteste Manuskript etwa aus der Anfangszeit der so genannten „Rattanakosin-Periode“. Alle anderen stammen wahrscheinlich aus dem Anfang oder der Mitte des 19. Jahrhunderts. Einer Zeit, in der König Phra Nang Klao (Rama III., reg. 1824–1851) auf eine Wiederherstellung traditioneller Texte drängte, sowohl der Literatur als auch Gesetzestexte, die gut 50 Jahre zuvor fast vollständig von den Birmanen zerstört worden waren. Wahrscheinlich fanden sich seinerzeit Gruppen von Lehrern und Gelehrten zusammen, die versuchten, Texte aus dem Gedächtnis wiederherzustellen.
Den heute bekannten acht Versionen der Tamra Maeo scheint eine "Gruppe der 17 glücksbringenden Katzen" (แมวให้คุณ 17 ชนิด) zugrunde zu liegen, die in den einzelnen Exemplaren mehr oder weniger komplett aufgeführt sind. Dies legt eine gemeinsame Herkunft nahe. 

### Die 17 glücksbringenden Katzen
1. Wilat (วิลาศ – Schönheit)
2. Kao Taem (เก้าแต้ม – Neun Points)
3. Ninlarat (นิลรัตน์ – Dunkler Saphir)
4. Thong Daeng (Rot-Gold, auch Suphalak ศุภลักษณ์ – Exzellenz)
5. Dork Lao (Lao-Blume, auch Malet มาเลศ – Blume, Korat-Katze)
6. Wichian Mat (วิเชียรมาศ – Mond-Diamant, Siamkatze)
7. Saem Sawet (แซมเสวตร – Alternierend Weiss)
8. Ninlachak (auch Ninlajak oder Mongkhol, นิลจักร – Saphir-Kreis)
9. An Ma (auch Aan Maa, อานม้า – Pferde-Sattel, oder Krop Waen กรอบแว่น – Brillengestell)
10. Ratanakampon (auch: Ratanakampol, รัตนกำพล – Juwelen-Tuch)
11. Karawek (การเวก – Paradies-Vogel)
12. Krachok (auch Krajork, กระจอก – Sperling)
13. Singhasep (สิงหเสพย์ – Löwe, oder Songsep โสงหเสพย์)
14. Koncha (auch Konja, โกนจา – Saruskranich)
15. Patalot (auch Pattalort, ปัดตลอด – Durchweg Liniert, oder Pat Sawet ปัดเสวตร – Weisse Linie)
16. Chatubot (auch Jatubot, จตุบท – Vierfüßig)
17. Mulila (มุลิลา – Schwarz)